# 基思·李
基思·德韦恩·李（英語：Keith DeWayne Lee，1962年12月28日—），美国NBA联盟前职业篮球运动员。他在1985年的NBA选秀中第1轮第11顺位被芝加哥公牛选中。